# Progression Towards Evil
Progression Towards Evil är det amerikanska death metal-bandet Skinless debutalbum. Albumet släpptes den 12 april 1998 genom skivbolaget Step Up.

## Låtförteckning
1. "Confines of Human Flesh" – 4:10
2. "Extermination of My Filthy Species" – 4:02
3. "Tampon Lollipops" – 4:16
4. "Milk and Innards" – 4:38
5. "Cuntaminated" – 3:09
6. "Scum Cookie" – 3:04
7. "Bobbing for Heads" – 3:44
8. "Fetus Goulash" – 3:20
9. "Crispy Kids" – 3:13

## Medverkande
Musiker (Skinless-medlemmar)
- Noah Carpenter − sång, gitarr
- Sherwood Webber − sång
- Joe Keyser − basgitarr
- Bob Beaulac − trummor

Produktion
- Paul Benedetti – producent, ljudtekniker, mixning, mastering
- Bill Rockenstyre – assisterande ljudtekniker
- Brett Portzer – assisterande ljudtekniker
- Joe Keyser – omslagskonst
- Sherwood Webber – omslagskonst
- Adam Lewis – logo
- Alicia Zumback – foto